# 日本スチュワーデス学院
日本スチュワーデス学院（にほんスチュワーデスがくいん）は、スチュワーデス(CA キャビンアテンダント FA 客室乗務員)やグランドスタッフに合格するためのスクール・予備校。

## 所在地
東京都渋谷区本町1－5

## 沿革
- 1980年8月 - 日本スチュワーデス学院設立

## 交通
- 京王新線 初台駅 中央改札口を出て北口から徒歩一分